# Diffraction de Fraunhofer

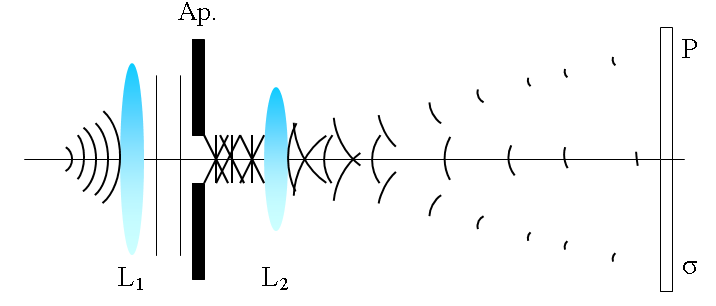
Exemple de dispositif de diffraction en optique. En fonction de la position de l'écran à droite, on obtient la diffraction de Fresnel (écran proche) ou celle de Fraunhofer (écran lointain)

En optique et électromagnétisme, la diffraction de Fraunhofer, encore nommée diffraction en champ lointain ou approximation de Fraunhofer, est l'observation en champ lointain de la figure de diffraction par un objet diffractant. Cette observation peut aussi se faire dans le plan focal image d'une lentille convergente. Elle s'oppose à la diffraction de Fresnel qui décrit le même phénomène de diffraction mais en champ proche.   
Cette description de la diffraction est ainsi nommée en hommage au physicien allemand Joseph von Fraunhofer, bien que celui-ci n'ait pas pris part au développement de cette théorie.

## Expression mathématique
La source ponctuelle doit être très éloignée de l'ouverture plane pour que les ondes qui parviennent jusqu'à l'objet réfractant soient planes ou quasi planes et l'observation se fait à l'infini. De plus, d'après le principe de Huygens-Fresnel, chaque point de l'objet diffractant se comporte comme une source secondaire dont les amplitudes sont toutes égales et sont toutes en phase avec l'onde incidente. Ces conditions sont celles de l'approximation de Fraunhofer. En pratique, pour que ces conditions soient réalisées, on place en entrée et en sortie des lentilles convergentes afin de faire les observations dans le plan focal image de la lentille de sortie et de modéliser une source à l'infini.
Pour exprimer l'amplitude diffractée en M, on doit calculer la différence de marche (SPM)-(SOM) en choisissant O dans le plan de l'ouverture.
On considère que l'on est dans les conditions de Gauss, ainsi {\displaystyle \alpha _{M}} et {\displaystyle \alpha _{S}} vont se simplifier, et en prenant X et Y les coordonnées de M, X' et Y' les coordonnées de la source S  et x et y les coordonnées de P, la différence de marche devient donc dans le cas très général
Et ainsi, {\displaystyle \Phi ={\frac {2\pi (\alpha _{S}-\alpha _{M})x}{\lambda }}+{\frac {2\pi (\beta _{S}-\beta _{M})y}{\lambda }}}
On peut ainsi exprimer l'amplitude diffractée en M pour un objet diffractant de transmission t (t valant 0 si l'objet est totalement opaque et 1 s'il est transparent).
Le calcul de cette intégrale n'est faisable de façon analytique que pour des ouvertures particulièrement simples (Ouverture rectangulaire, fente). Pour les autres ouvertures, il faut recourir aux méthodes numériques (comme pour les ouvertures circulaires).

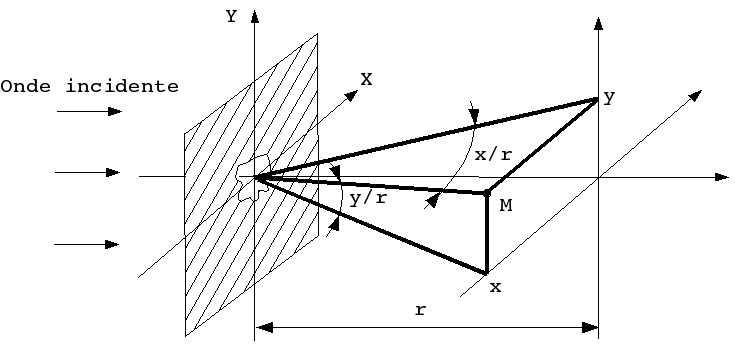
Angles caractérisant la direction d'observation de la diffraction de Fraunhofer.

En pratique, observer à l'infini signifie être assez loin de l'objet diffractant pour que le nombre de Fresnel soit très inférieur à 1, dit autrement pour le domaine de l'optique, c'est se placer assez loin du foyer image d'une lentille. Dans les formules précédentes et afin de préserver leurs sens, on remplacera la distance r par la distance focale f de la lentille.

## Exemples

### Cas de l'ouverture rectangulaire

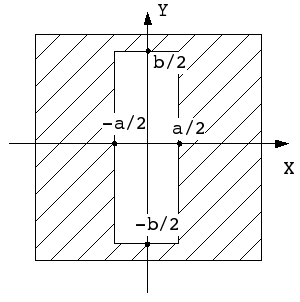
Notations utilisées pour une ouverture rectangulaire.

Pour une ouverture rectangulaire de largeur a et de hauteur b, en prenant l'origine O au centre de symétrie, l'intégrale se simplifie et devient calculable:
Chacune des intégrales va s'intégrer de manière équivalente en un sinus cardinal. On obtient donc finalement :
D'où l'éclairement en M:
Ainsi, l'éclairement s'exprime comme le produit de deux sinus cardinaux au carré. Comme le premier maximum secondaire vaut 4 % du maximum principal, l'essentiel de l'intensité est contenue dans le pic principal.

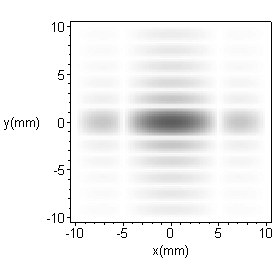
Simulation de l'intensité diffractée par une ouverture rectangulaire.

La figure ci-contre est une simulation de la figure de diffraction de Fraunhofer obtenue avec une ouverture rectangulaire de côtés a=0,1 mm et b=0,3 mm. On a pris λ=0,5 μm et on s'est placé au foyer image d'une lentille de distance focale f=1 m.
L'éclairement présente différentes caractéristiques:
- Il présente un maximum absolu pour {\displaystyle \alpha _{S}=\alpha _{M}}, c'est-à-dire le lieu de convergence des rayons qui se propagent en ligne droite à travers l'ouverture: c'est l'image géométrique de la source. On s'attendait bien à obtenir des interférences constructives en ce lieu puisque les rayons lumineux qui forment l'image géométrique ont une différence de marche nulle;
- Il s'annule pour {\displaystyle \alpha _{S}=\alpha _{M}+n{\frac {\lambda _{0}}{a}}} ({\displaystyle n\in Z^{*}}) ou pour {\displaystyle \beta _{S}=\beta _{M}+m{\frac {\lambda _{0}}{b}}} ({\displaystyle m\in Z^{*}}), ce qui correspond à des interférences destructives;
- L'intensité passe par des maxima secondaires négligeables devant le maximum principal;

En définitive, si on place en sortie une lentille {\displaystyle L_{2}} de focale {\displaystyle f_{2}'}, dans le plan focal image l'intensité lumineuse est concentrée dans un rectangle (tache centrale de diffraction) de largeur {\displaystyle {\frac {2\lambda _{0}f_{2}'}{a}}} et de hauteur {\displaystyle {\frac {2\lambda _{0}f_{2}'}{b}}}, ces dimensions étant inversement proportionnelles aux dimensions de l'ouverture.
Dans le cas d'une fente fine, c'est-à-dire pour a<<b, la largeur de la tache centrale de diffraction est alors très grande devant la hauteur. La tache de diffraction est donc perpendiculaire à la fente. 

L'intensité des maxima secondaires a été artificiellement rehaussée afin de les rendre visibles.

### Cas de l'ouverture circulaire

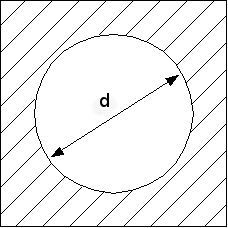
Ouverture circulaire de diamètre d.

Dans le cas circulaire, puisque l'ouverture est invariante par rotation autour de son centre, il est normal de trouver une figure de diffraction formée d'anneaux. En outre, la figure de diffraction est centrée sur l'image géométrique de la source et donc l'essentiel de la lumière est concentré sur le disque central qui est un disque de rayon angulaire θ.
.
Cette tache est appelée "tache d'Airy".
Dans des instruments tels que les télescopes ou les microscopes, les lentilles qui les constituent ont généralement une taille limitée et deviennent des objets diffractant. Il n'est donc pas rare d'observer des  taches d'Airy. Ainsi, l'image d'un objet ponctuel n'est pas un point seul comme le voudrait l'optique géométrique mais il est entouré d'anneaux. 
Le calcul de l'intensité diffractée par une telle ouverture donne :
{\displaystyle I(\rho )=|E(\rho )|^{2}=4I_{0}\left({\frac {J_{1}(\eta )}{\eta }}\right)^{2}},
où  {\displaystyle \eta ={\frac {\pi \rho d}{\lambda r}}} et {\displaystyle \rho ={\sqrt {x^{2}+y^{2}}}}.

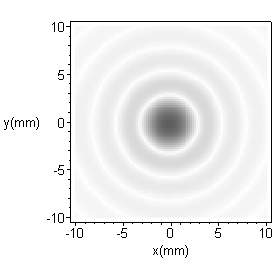
Simulation de la figure de diffraction obtenue.

La figure ci-contre est une simulation de la figure de diffraction de Fraunhofer obtenue avec une ouverture circulaire de diamètre d = 0,2 mm. On a pris λ = 0,5 µm et on s'est placé au foyer image d'une lentille de distance focale r = f = 1 m. L'intensité des maxima secondaires a été artificiellement rehaussée afin de les rendre visibles.

### Critère de Rayleigh
Pour les instruments d'optique, on reste généralement dans le cas de la diffraction à travers une ouverture circulaire.
La taille de l'image obtenue étant inversement proportionnelle à la taille de l'ouverture  diffractante, c'est la diffraction qui limite la résolution. 
Deux objets ponctuels peuvent être séparés si leurs taches d'Airy ne sont pas trop superposées, on définit ainsi le critère de Rayleigh. La répartition de l'intensité lumineuse dans le plan image est donnée par les formules de diffraction de Fraunhofer. Ainsi, deux points objets rapprochés peuvent donner deux images trop proches pour être distinguées si la distance entre ces images est du même ordre de grandeur que la taille de la tache de diffraction. On appelle résolution l'écart minimal entre deux points objets pour qu'on puisse les distinguer avec l'instrument d'optique considéré
Ainsi, deux points objets rapprochés peuvent donner deux images trop proches pour être distinguées si la distance entre ces images est du même ordre de grandeur que la taille de la tache de diffraction. On appelle résolution l'écart minimal entre deux points objets pour qu'on puisse les distinguer avec l'instrument d'optique considéré.
Le critère de Rayleigh est très dépendant de la forme de l'ouverture. On a comparé les angles de séparation limites pour une ouverture circulaire de diamètre D et rectangulaire de largeur a.
| Ouverture rectangulaire                             | Ouverture circulaire                                        |
| --------------------------------------------------- | ----------------------------------------------------------- |
| {\displaystyle \alpha _{lim}={\frac {\lambda }{a}}} | {\displaystyle \alpha _{lim}=1{,}22\,{\frac {\lambda }{D}}} |

Pour une ouverture circulaire, deux points peuvent encore être séparés si le maximum d'une des intensités correspond au minimum de l'autre. Au-delà, les deux points ne sont pas discernables.

### Cas du réseau
L'intensité diffractée par un réseau plan s'exprime comme le produit de l'intensité due à la diffraction d'un motif par une fonction appelée "fonction d'interférence". 
D se calcule comme dans les paragraphes précédents selon la forme de la figure de diffraction.

Pour le cas d'un réseau à fentes, le plus couramment utilisé, F est la somme des exponentielles complexes des retards de phase entre les différentes fentes par rapport à la première.
{\displaystyle \phi _{i}} correspond au retard de phase de la i-ième fente par rapport à la première et s'exprime grâce à la formule des réseaux par 
En identifiant F comme une somme géométrique et en ne gardant que le module, son expression se simplifie:
Ainsi, en multipliant cette fonction d'interférence par l'intensité due à la diffraction d'une fente, l'intensité totale s'exprime comme le produit de sinus au carré et de sinus cardinal au carré.